# 前290年代
| 千纪： | 前1千纪 |
| 世纪： | 前4世纪 \| 前3世纪 \| 前2世纪                                                                              |
| 年代： | 前320年代 \| 前310年代 \| 前300年代 \| 前290年代 \| 前280年代 \| 前270年代 \| 前260年代                    |
| 年份： | 前299年 \| 前298年 \| 前297年 \| 前296年 \| 前295年 \| 前294年 \| 前293年 \| 前292年 \| 前291年 \| 前290年 |

前290年代從前299年1月1日開始，於前290年12月31日結束。

## 大事记
- 公元前299年，秦昭襄王邀楚懷王會盟武關，劫楚懷王至咸陽。楚迎立太子橫嗣位，是為楚頃襄王。趙武靈王傳位於少子趙惠文王，武靈王自稱主父。秦任齊孟嘗君田文為秦相。
- 公元前298年，秦昭襄王欲殺田文，田文逃歸齊。秦軍出武關攻楚，斬首五萬，陷楚十六城。趙惠文王封其弟趙勝為平原君。
- 公元前297年，魯平公卒，子魯湣公嗣位。
- 公元前296年，楚懷王卒。魏襄王卒，子魏昭王嗣位。韓襄王逝世，子韓釐王嗣位。
- 公元前295年，趙主父灭中山国。沙丘之变，趙主父餓死。秦命穰侯魏冉為丞相。
- 公元前293年，韓、魏攻秦，伊闕之战，秦白起擄韓大將公孫喜。
- 公元前291年，秦攻韓，陷宛城（河南南陽）。
- 公元前290年，羅馬共和國統一義大利半島中部。